# Tsay Shwu-Huey
Tsay Shwu-Huey es una deportista taiwanesa que compitió en judo. Ganó una medalla de plata en los Juegos Asiáticos de 1990, en la categoría de –56 kg.

## Palmarés internacional
| Representando a China Taipéi |               |                  |           |
| Juegos Asiáticos             |               |                  |           |
| Año                          | Lugar         | Medalla          | Categoría |
| 1990                         | Pekín (China) | Medalla de plata | –56 kg    |